# Vormsel

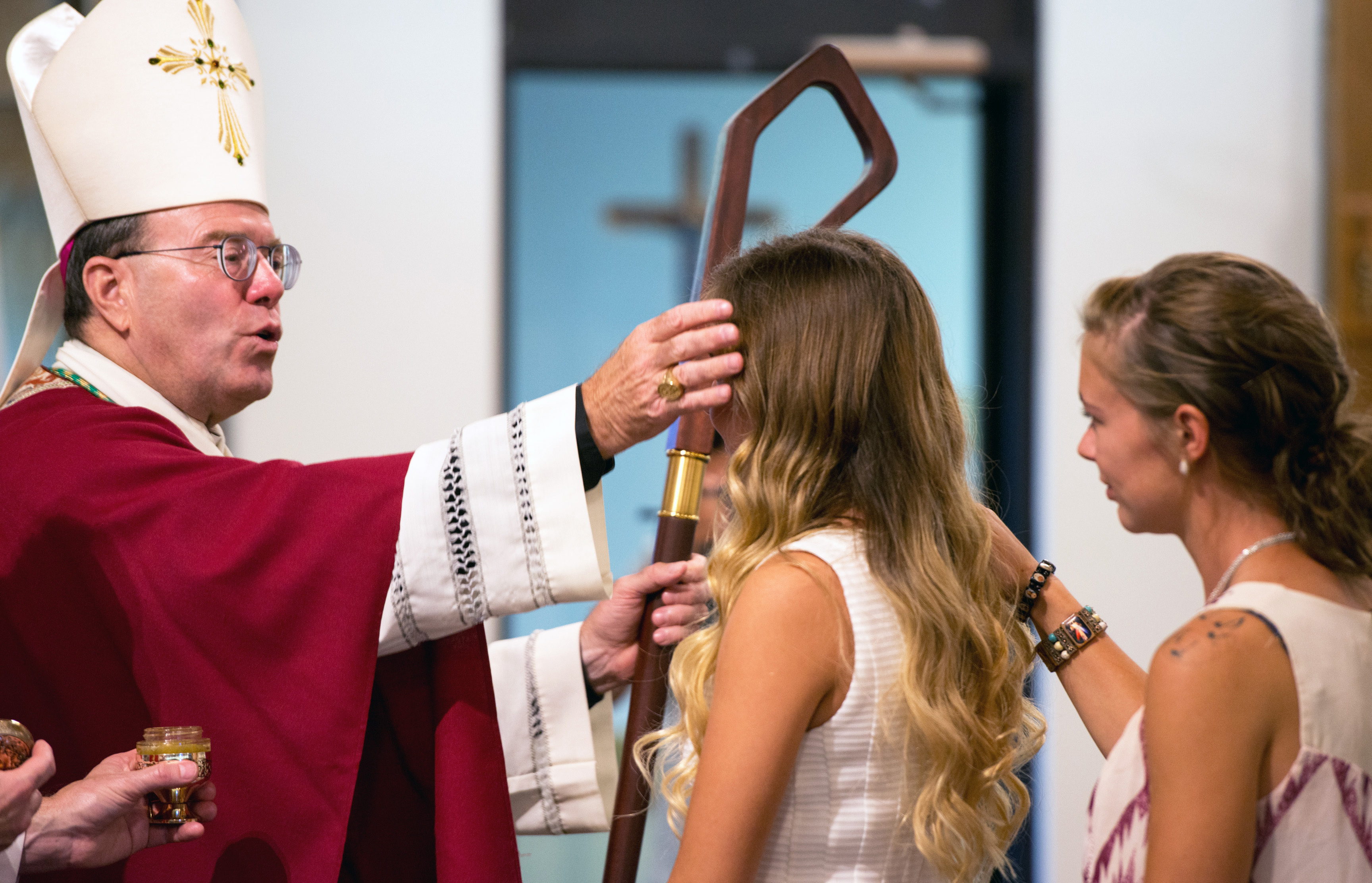
Het ritueel van zalving, (Californië, 2016)

Het vormsel (Latijn: confirmatio, "vestiging", "bekrachtiging", "versterking") is in de Rooms-Katholieke Kerk en de oosters-orthodoxe kerken een sacrament waardoor een gedoopte de kracht van de Heilige Geest ontvangt om zijn geloof standvastig te kunnen belijden.

## In de Katholieke Kerk
Samen met het doopsel, de eerste communie en de eucharistie vormt het vormsel het geheel van de initiatiesacramenten van de Katholieke Kerk. Het is ook het sacrament waarmee christenen uit andere tradities die zich tot het rooms-katholicisme bekeren worden opgenomen in de Kerk.
Volgens de Katholieke Kerk is het vormsel gebaseerd op het Nieuwe Testament en de apostolische leer. Het vormsel vervolmaakt de doopgenade en geeft de Heilige Geest. Hierdoor kan de vormeling dieper wortelen in het goddelijk kindschap en wordt hij of zij vaster ingelijfd bij Christus. Het verstevigt de band met de Kerk en haar zending. Het helpt de vormeling door woord en daad getuigenis af te leggen van het christelijk geloof. Bovenal geeft het vormsel de genade om in tijden van vervolging en verdrukking het geloof trouw te blijven en als een dappere soldaat voor Christus' overgeleverde leer in blijven te staan, ook indien de dood zou volgen. In de middeleeuwen werd het vormsel dan ook als een belangrijke stap gezien naar het bereiken van het 'miles Christi'-ideaal.
De wezenlijke ritus van het vormsel is de zalving met het heilig chrisma van het voorhoofd van de gedoopte (in het Oosten ook van de zintuigen en andere plaatsen) door de bedienaar, samen met de handoplegging door een of beide ouders met de woorden :
Accipe signaculum doni Spiritus Sancti
Ontvang het zegel van de heilige Geest, de gave Gods (vernieuwde Romeinse ritus),
of :
Signaculum doni Spiritus Sancti
Zegel van de gave van de heilige Geest (Byzantijnse ritus).
In de buitengewone vorm van de Romeinse ritus luidt de vorm bij handoplegging en zalving:
(Naam), signo te signo crucis + et confirmo te chrismate salutis, in nomine Patris + et Filii + et Spiritus + Sancti.
Ik teken u met het kruisteken en ik vorm u met de zalf des heils. In de naam van de Vader, de Zoon en de Heilige Geest.
Iedere gedoopte die nog niet gevormd is, kan en moet het sacrament van het vormsel ontvangen. Een kandidaat voor het vormsel moet gedoopt zijn, zijn geloof belijden, in staat van genade zijn, de intentie hebben om het sacrament te ontvangen en voorbereid zijn om de rol op zich te nemen van leerling en getuige van Christus in de kerkelijke gemeenschap en in wereldlijke aangelegenheden. Het is passend gebruik te maken van de biecht om gezuiverd te worden met het oog op de gave van de Heilige Geest.
Net zoals het doopsel kan men het vormsel slechts eenmaal ontvangen.
De oorspronkelijke bedienaar van het vormsel is de bisschop, waarmee wordt aangeduid dat dit sacrament de band met de Kerk versterkt. Indien er de noodzaak is, kan de bisschop de bevoegdheid om te vormen aan priesters toekennen, hoewel het toch passend is dat hij het zelf toedient.
In de Latijnse Kerk dient het sacrament van het vormsel aan de gelovigen toegediend te worden rond het bereiken van de jaren van het verstand (rond 7 jaar), tenzij de bisschoppenconferentie een andere leeftijd vastgesteld heeft of er stervensgevaar dreigt of een ernstige reden het anders wenselijk maakt.
De leeftijd waarop jeugdigen in Vlaanderen het vormsel toegediend krijgen verschilt naargelang van het bisdom of de parochie: vaak gebeurt het tijdens het laatste jaar van de lagere school (zesde studiejaar, op elf- of twaalfjarige leeftijd), maar soms op latere leeftijd (dertien tot zestien jaar).
In dit laatste geval wordt er in het laatste jaar van de lagere school wel een "plechtige communie" gevierd, ook wel "hernieuwing der doopbeloften" genoemd, wat eigenlijk slechts een geloofsbelijdenis is en dus geen toediening van een sacrament (door zalving). Soms worden vormsel en hernieuwing van de doopbeloften in één ceremonie gecombineerd.
Bij de doop van een volwassene worden de sacramenten doop, eerste communie en vormsel direct achter elkaar in één mis uitgereikt.
In de oosters-katholieke kerken wordt dit sacrament onmiddellijk na het doopsel toegediend door de priester, gevolgd door de deelname aan de Byzantijnse liturgie. De priester doet dit echter met het heilig chrisma dat de patriarch of bisschop gewijd heeft. Deze traditie brengt de eenheid van de drie initiatiesacramenten tot uitdrukking.
Het ritueel van het vormsel bestaat uit een handoplegging en de zalving met chrisma. Hierbij gaat de vormeling van oudsher knielen voor de bisschop. Dit laatste is tegenwoordig in Nederland niet erg gebruikelijk. De ouders van de jongeling (of de meter of peter) leggen de rechterhand op de rechterschouder van de jongeling. Deze moet zijn/haar doopnaam zeggen tegen de bisschop. Hierna zalft de bisschop de vormeling en wordt hij gefeliciteerd. Het vormsel wordt vaak in de periode Hemelvaart - Pinksteren (het feest van de Heilige Geest), maar kan ook in een andere tijd van het jaar plaatsvinden.
Bij de viering van het Vormsel wordt ook de paaskaars aangestoken.
Na het vormsel worden jongeren aangespoord om zich verder actief in te zetten in de Kerk, onder andere via Jeugdpastoraal.

## Oosters-orthodoxe kerken
De orthodoxe kerken kennen het vormsel onder de benaming Mysterie van de myronzalving. De betekenis is wezenlijk dezelfde als in de Katholieke Kerk. In de Orthodoxe Kerk vindt de toediening volgens de Byzantijnse liturgie plaats en direct na het doopsel. Dit sacrament onmiddellijk na het doopsel toegediend door de priester, gevolgd door de deelname aan de Goddelijke Liturgie. De priester doet dit echter met het heilig myron dat de patriarch of bisschop gewijd heeft. Deze traditie brengt de eenheid van de drie initiatiesacramenten tot uitdrukking.

## Protestantisme
Het protestantisme (er)kent het vormsel niet als sacrament. De openbare belijdenis van het geloof is een gebruik dat enigszins vergelijkbaar is met het vormsel.
Doopsel · Vormsel · Heilige Eucharistie · Biecht · Heilig Oliesel · Priesterwijding · Huwelijk